# ماریان دوجاک
ماریان دوجاک (انگلیسی: Marian Dudziak؛ زادهٔ ۲ فوریهٔ ۱۹۴۱) دونده، ورزشکار دو و میدانی، استاد دانشگاه، و مهندس اهل لهستان است.